# Archeon

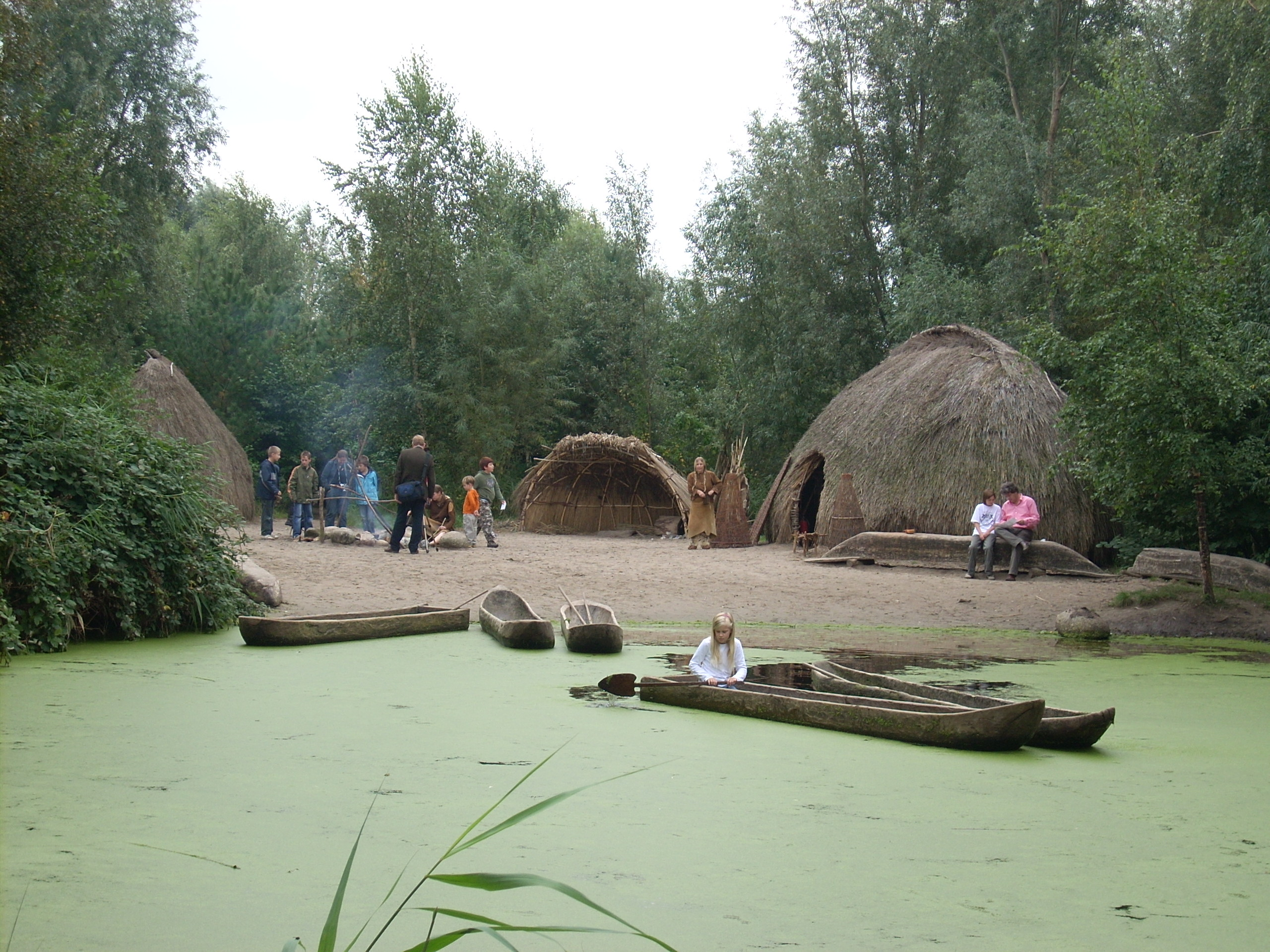
Nachbau einer Hütte von 8000 v. Chr.

Archeon ist ein „archäologischer Themenpark“ in Alphen aan den Rijn im Westen der Niederlande. Der Park im Süden der Gemeinde wird privatwirtschaftlich betrieben. Im Park geht es um drei Epochen: die Urzeit, die Römerzeit (in den Niederlanden) und das Mittelalter. Laiendarsteller in Kostüm erklären den Besuchern das Leben in der Vergangenheit. Vor allem im Sommer finden im Park historische reenactments statt.
Das Gebiet selbst ist keine archäologische Stätte, doch die Gebäude sind Nachbauten nach historischen Funden in den gesamten Niederlanden. Ein archäologisches Museum befindet sich beispielsweise in einem Haus, das man in Rijswijk gefunden hat. Außerdem wird ein Nachbau des Schiffes ausgestellt, das man in Zwammerdam gefunden hat.

## Geschichte

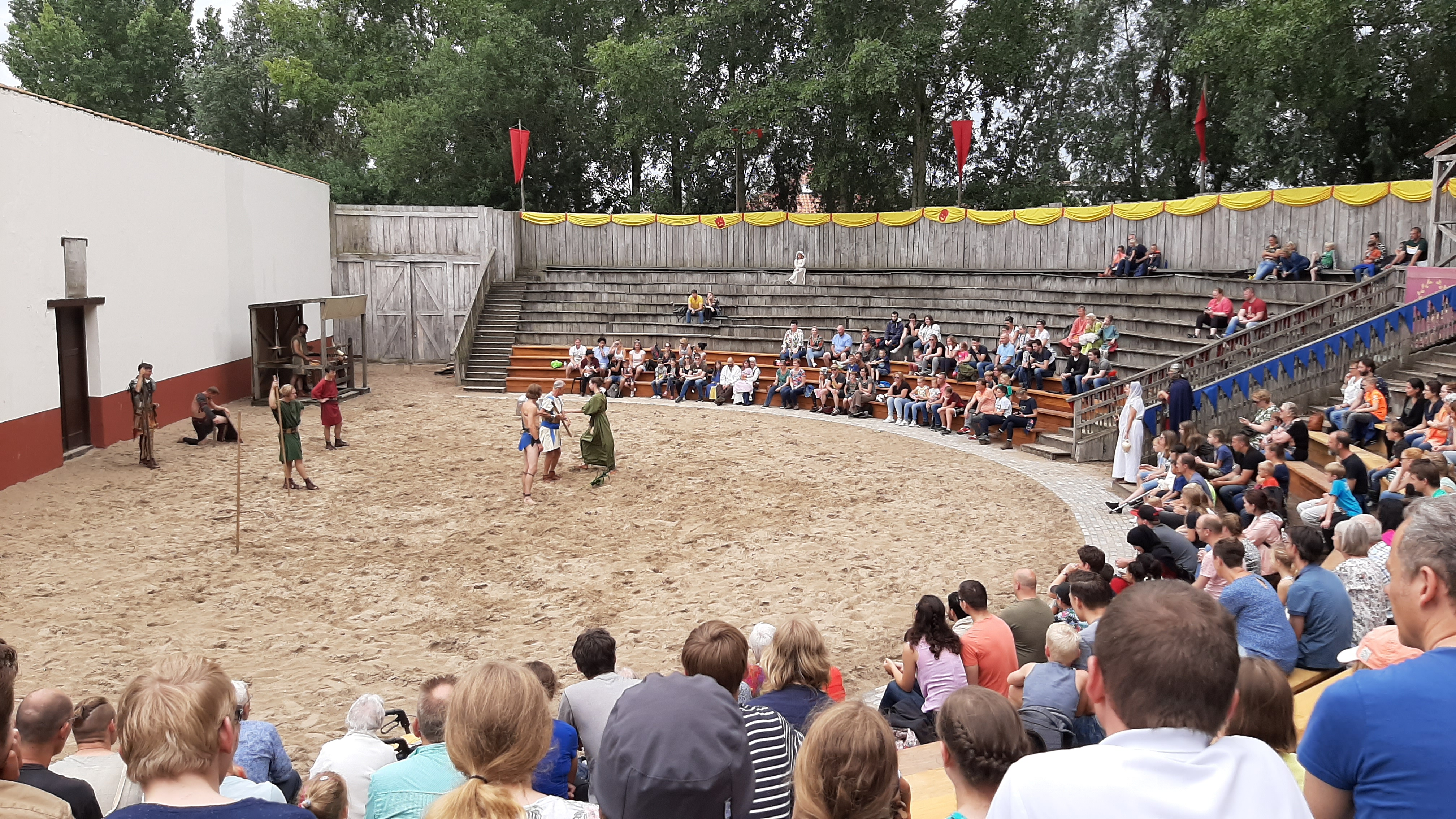
Aufführung im römischen Amphitheater

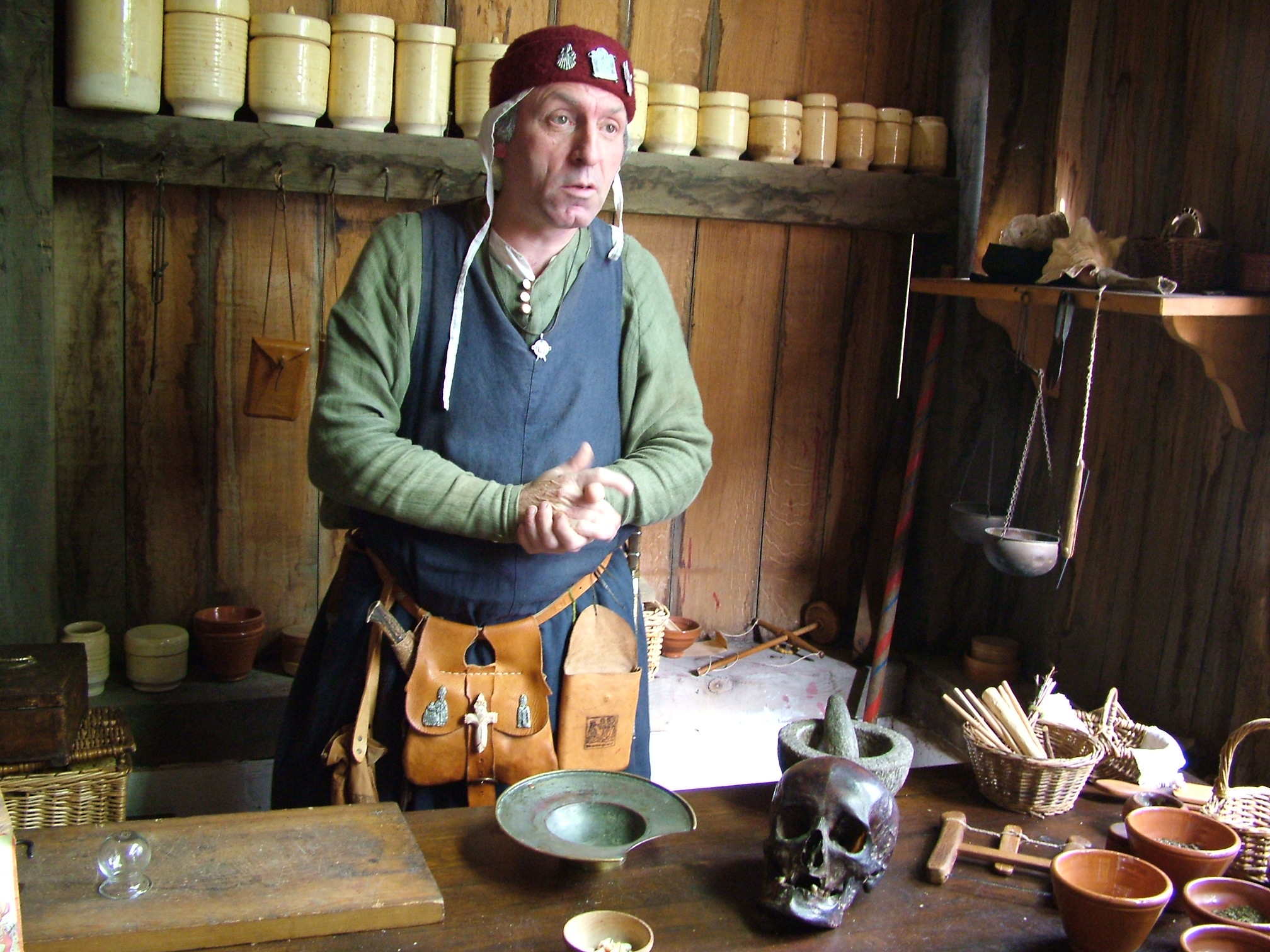
Der archeotolk in der Apotheke von Gravendam, der fiktiven mittelalterlichen Stadt

Archeon wurde 1994 eröffnet. Es war damals von großen Freiflächen umgeben, die zum Ambiente des Parks beitrugen bzw. später bebaut werden sollten. Der Park sollte ein großes Dreieck formen. In der nördlichen Ecke stand bereits das Hauptgebäude, das 1992 während der Weltausstellung als niederländischer Pavillon gedient hatte. Weiter südlich in der Mitte des Parkes befand und befindet sich der Hauptbereich der Römerzeit, mit Herberge, Bäderhaus, Töpferei und Tempel. Im Süden davon sollte ein Kastell entstehen. 
Im östlichen "Arm" des Dreiecks wurden bereits Gebäude des Mittelalters nachgebaut. Die fiktive Stadt nannte man Gravendam. Das wichtigste Gebäude hier wurde das Kloster, dem sich weiter südlich ein Straßenzug anschließt, der das späte Mittelalter repräsentiert. Noch weiter südlich war eine Veenlandschaft mit einer Motte geplant.
Die Anlagen für die Vorgeschichte befanden sich im westlichen "Arm". Hier gab es auch, anschließend an das Hauptgebäude, ein "Educatief Erf" für Aktivitäten mit Kindern und Jugendlichen. Gedacht war an eine große Landschaft mit vereinzelten Gebäuden aus verschiedenen Epochen der niederländischen Steinzeit, Bronzezeit und Eisenzeit.
Allerdings gelang es dem Park nicht, die anfänglich hohen Erwartungen an Besucherzahlen zu erfüllen. Kurz vor der Jahrtausendwende drohte ein finanzielles Debakel. Daher wurden Teile der Freiflächen verkauft, wo Wohnungen gebaut wurden. Der deutlich kleinere Park ist nun von Wohngebieten umgeben.

## Epochen und Gebäude

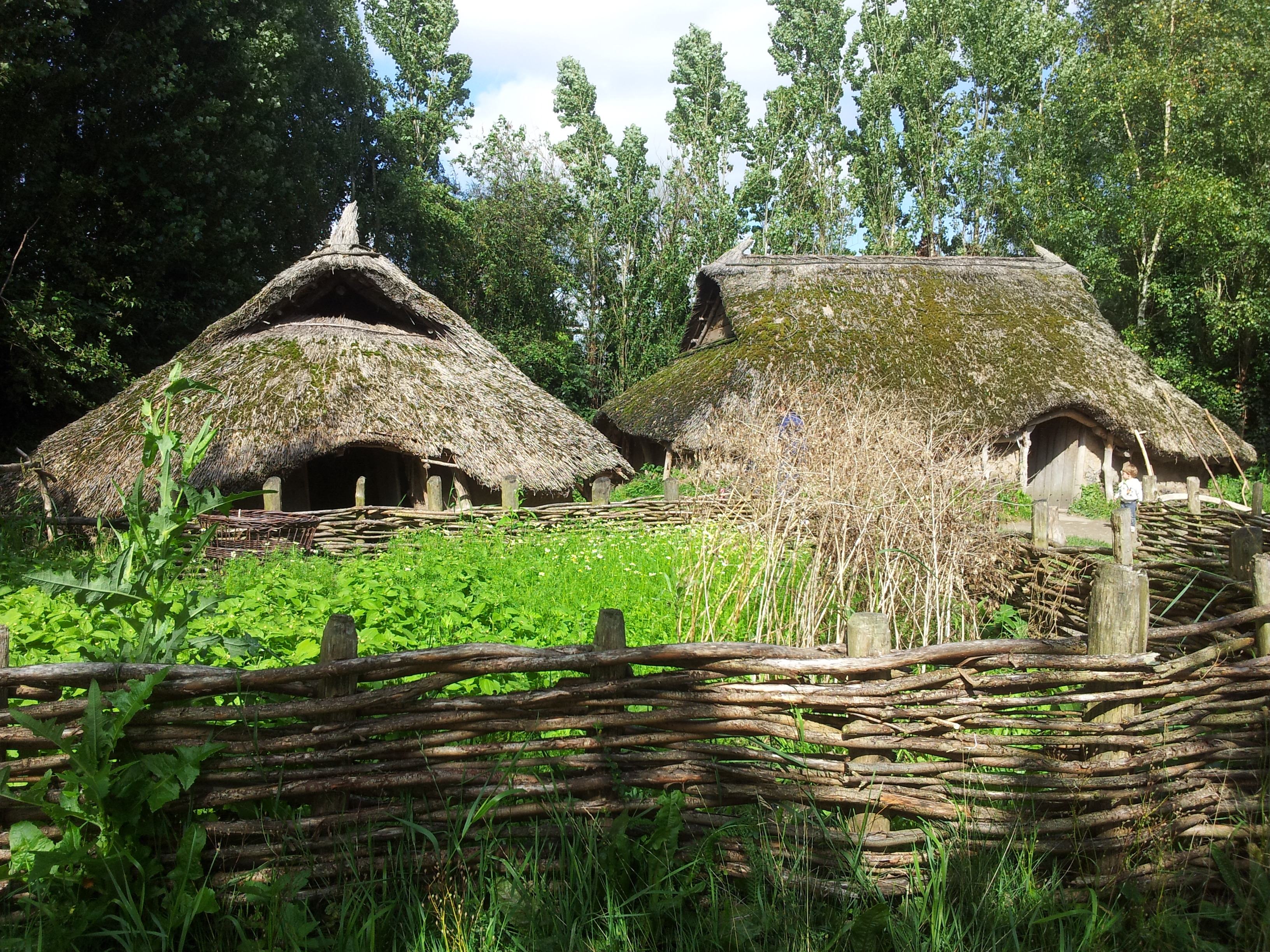
Nachbauten von Häusern aus der Eisenzeit

Die „historischen“ Gebäude in Archeon sind Nachbauten. Die Vorbilder dazu stehen in den Niederlanden, oder aber man hat die Überreste im Land gefunden. Der Eingangsbereich liegt nun im Osten des Parkes. Eingangsgebäude ist nun ein kleines Haus mit Museumsshop in der Nähe eines Gebäudes, das als "Archeologiehuis Zuid-Holland" Überreste aus dieser Provinz zeigt. Dafür ist gesondert Eintritt zu zahlen.
Hinter dem Eingangsbereich kommt man zunächst zur Vorgeschichte, die früher im Westen des Parkes dargestellt worden war. Die Gebäude nehmen einen Ort ein, der ursprünglich für ein mittelalterliches Terp gedacht war. Diesem Bereich schließen sich die Gebäude beim Kloster an, die weiterhin das späte Mittelalter repräsentieren. Am weitesten vom Eingang entfernt ist die Römerzeit mit der Herberge. Das Amphitheater schließt sich als Halbrund direkt dem Bäderhaus an, entgegen den frühesten Planungen, die einen größeren, runden Platz mit Tribünen vorgesehen hatten.

## Betreuung
Der Park wird den Besuchern von archeotolken erklärt (niederländisch tolk: Dolmetscher). Es handelt sich um Angestellte oder Ehrenamtliche, die in der entsprechenden Kleidung Berufsgruppen einer Epoche darstellen. Beispiele sind der römische Töpfer, die Mönche, die im mittelalterlichen Kloster singen, die Imkerin und die fahrenden Spielleute.
Ursprünglich waren Hinweisschilder im Park großteils verpönt. Erklären sollten schließlich die archeotolken. Allerdings musste die Zahl der Mitarbeiter aus Kostengründen drastisch reduziert werden. Jetzt gibt es an den Gebäuden Erklärungen in Niederländisch und Englisch.

## Veranstaltungen und Gastronomie

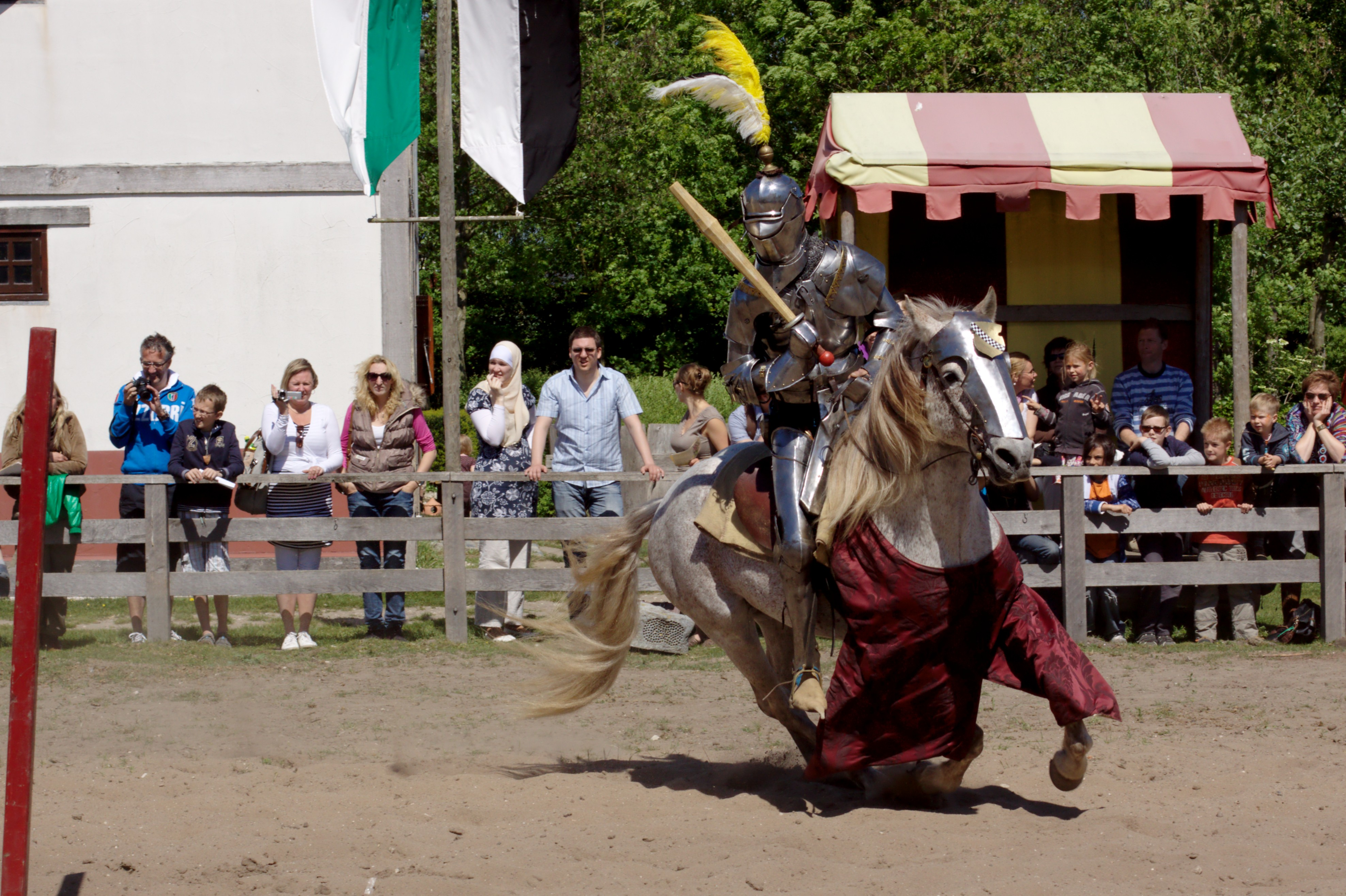
Nachspielen eines Ritterturniers

Das Tagesprogramm sieht regelmäßige Veranstaltungen vor, wie Konzerte, Präsentationen und am Ende eines Tages der Gladiatorenkampf in der Arena. Für Kinder gibt es Bogenschießen, Ritter- und Legionärspiele, Schreiben mit Federn und verschiedene Bastelarbeiten.
Dem römischen und mittelalterlichen Bereich sind gastronomische Betriebe zugeordnet, die auch für Feierlichkeiten gemietet werden können. In der Anfangszeit wollte man nur Gerichte anbieten, die sich an historische Vorbilder anlehnten. Dies wurde nicht realisiert. 
Von Zeit zu Zeit, vor allem in den Sommermonaten, stellen sich auswärtige Laiengruppen vor. Sie sind mit einer Epoche oder einem Thema verbunden ("reenactment"), wie zum Beispiel eine römische Legion. Andere zeitliche Attraktionen sind Falkner und Theatergruppen.